# 399

## Починали
- 26 ноември – Сириций, римски папа